# シーフードヌードル
シーフードヌードルとは、日清食品が1984年（昭和59年）7月23日より販売しているカップラーメン。日清食品の公式ホームページでは『カップヌードル シーフードヌードル』と表記されている。

## 概要
魚介の旨みと白濁スープで独特の味を出している。具材は、イカ、カニ風味カマボコ、たまご、キャベツの他、2009年7月上旬出荷分より具材にイタヤガイの貝柱が追加されたが、2015年7月出荷分より再びイタヤガイの具材が廃止された。
2004年放送のフジテレビのバラエティ番組『トリビアの泉 〜素晴らしきムダ知識〜』のトリビアの種のコーナーで、中華人民共和国の高級宮廷料理人(中国が国賓を招いた際に起用される料理人、中国全土で数人しかいない高級厨師、特級レストラン総料理長の3人)が一番美味しいと思うカップラーメンは何かという企画で、620種類あるカップラーメンの内で2004年上半期の売れ筋20商品の中から、本商品が1位に選定された。
インターネットを始め、長年に渡って各所で囁かれてきた「シーフードヌードルを牛乳（ホットミルク）で作ると美味いらしい」という噂がきっかけで、本商品を派生した「ミルクシーフードヌードル」が発売された。
2018年には魚肉をベースとしえびの風味をきかせた「えび謎肉」が入った「シーフードヌードル 珍種謎肉 ガーリックシュリンプ味」が発売された。
2020年10月19日に5年ぶりのリニューアルを実施。スープに合わせて新たに魚介の旨味にこだわった特製カマボコ具材「ほぼイカ」を採用。従来のイカ具材と併せ、ダブルの味わいとなった。CMには歌手の早見優を起用。早見の代表曲である「夏色のナンシー」の歌詞の一部を“イカ”に変えて自ら歌唱している。

## 標準栄養成分
※2020年10月リニューアル
- エネルギー 340kcal
  - めん・かやく 307kcal
  - スープ 33kcal
- たん白質 8.9g
- 脂質 13.6g
- 炭水化物 45.5g
- ナトリウム 1.8g
- ビタミンB1 1.01mg
- ビタミンB2 0.31mg
- カルシウム 96mg

（レギュラーサイズ1食75g当たり）

## ラインアップ
2025年3月現在の製品
- レギュラー（オリジナル）
- ミニ
- ビッグ
- PRO（後述するライトの後継商品にあたる。ノンフライ麺を採用し、高たんぱく・糖質25％オフを実現した機能性重視の商品）
- あっさりおいしい（先述のレギュラーの廉価版にあたる商品で発売当初の商品名はスープヌードルだったが、後に商品名をあっさり少なめ カップヌードルへの改称を経て現在の商品名となった）

過去の商品
- ライト（ノンフライ麺を採用）
- KING（カップヌードル発売40周年記念商品）